# Vidua funerea
Vidua funerea là một loài chim trong họ Viduidae.